# Laestadia faginea
Laestadia faginea är en svampart som först beskrevs av Cooke & Plowr., och fick sitt nu gällande namn av Pier Andrea Saccardo 1883. Laestadia faginea ingår i släktet Laestadia och familjen Gnomoniaceae.   Inga underarter finns listade i Catalogue of Life.